# Rafał Ludwik Maszkowski

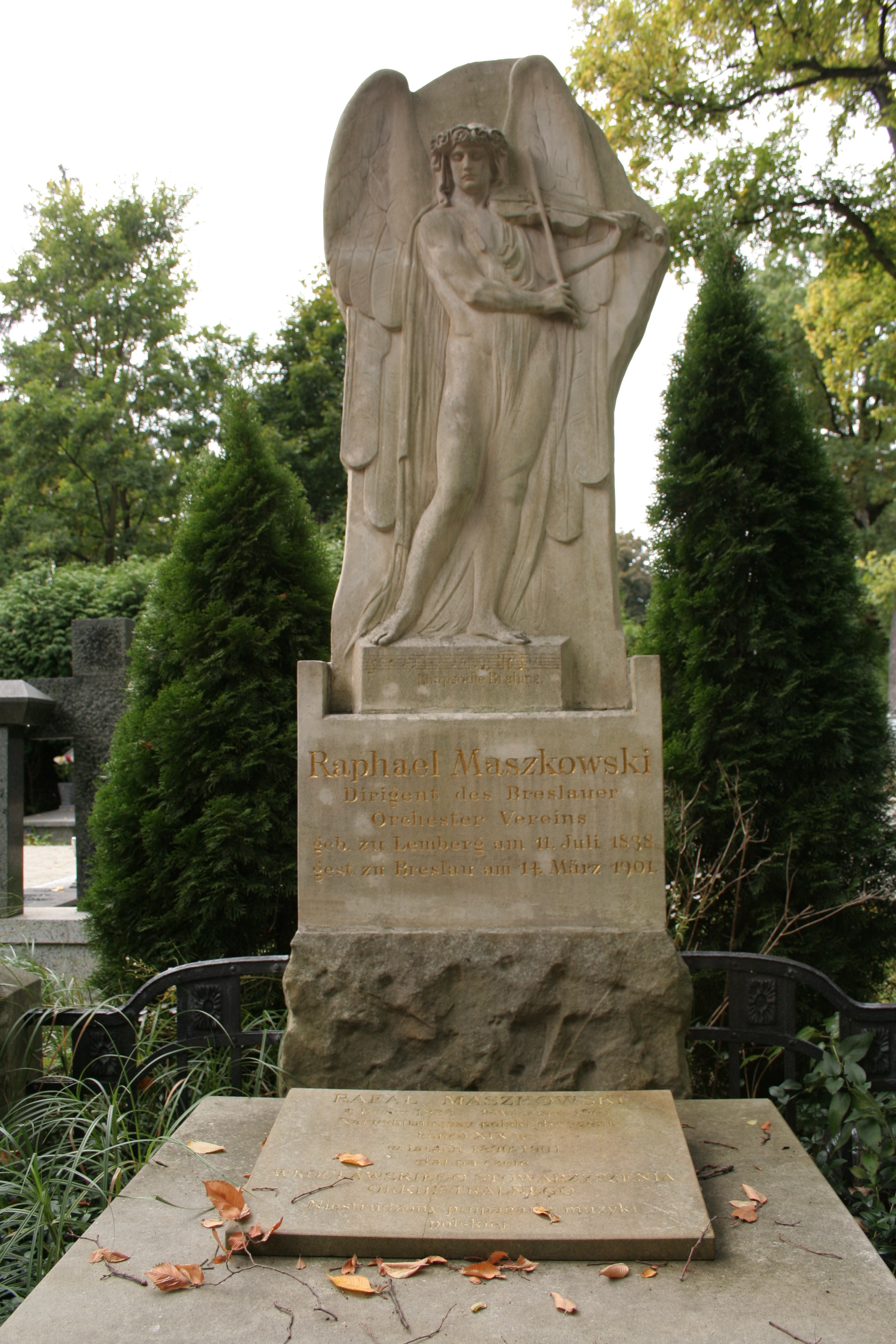
Grób Rafała Maszkowskiego na Cmentarzu Grabiszyńskim we Wrocławiu

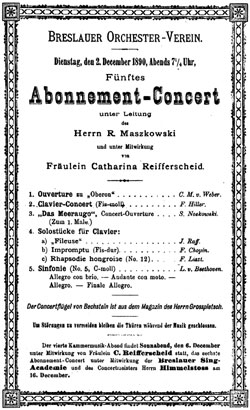
Plakat koncertu R. L. Maszkowskiego we Wrocławiu 2 grudnia 1890 roku. Koncert ten został powtórzony na jego cześć 24 lutego 2006.

Rafał Ludwik Maszkowski (ur. 11 lipca 1838 we Lwowie, zm. 14 marca 1901 we Wrocławiu) – polski skrzypek i dyrygent.

## Życiorys
Był piątym z sześciorga dzieci Jana Kantego Maszkowskiego (1794–1865; lwowski malarz, nauczyciel rysunku i malarstwa w lwowskiej Akademii Stanowej) i Józefy Maszkowskiej, bratem Karola – rektora Politechniki Lwowskiej i Marcelego – zmarłego młodo malarza lwowskiego. Wiele lat przyjaźnił się z Arturem Grottgerem.
W roku 1855 wyjechał na studia do Wiednia. Zgodnie z wolą ojca podjął studia techniczne, ale też – wbrew jego woli – naukę w wiedeńskim konserwatorium. Gry na skrzypcach uczył się w Wiedniu u Georga Hellmesbergera (1855–1859) i w Lipsku u Ferdynanda Davida i Raimunda Dreyschocka (1859-1861). Gdy ojciec dowiedział się o jego zamiłowaniach, pozbawił go pomocy materialnej, co spowodowało, że od tego czasu musiał utrzymywać się sam zarabiając jako nauczyciel gry na skrzypcach.
Był koncertmistrzem orkiestry symfonicznej w Colmar (1862–1863). Dyrygował orkiestrami w hamburskiej Singakademie (1863–1866), Szafuzie (Im Thurneum, 1866–1869) i Koblencji (do roku 1890 był tam dyrektorem Instytutu Muzycznego).
Na przełomie lat 1889/1890 nabawił się niedowładu dwóch palców lewej ręki, co spowodowało niemożność gry na skrzypcach i zainteresowanie się dyrygenturą.
Pod koniec życia zamieszkał we Wrocławiu, gdzie od roku 1890 do śmierci kierował orkiestrą Wrocławskiego Towarzystwa Muzycznego (Breslauer Orchester–Verein). Już pierwszy koncert, który odbył się 8 października 1890 r. okazał się wielkim sukcesem entuzjastycznie przyjętym przez wrocławską prasę, a każdy kolejny odbywał się przy wypełnionej sali, co było też sukcesem komercyjnym. Ostatni publiczny występ miał miejsce 13 lutego 1901 r.; miesiąc później Maszkowski zmarł.
Został pochowany na cmentarzu Grabiszyńskim we Wrocławiu. Do dziś zachował się pomnik-nagrobek przedstawiający grającego na skrzypcach anioła.

## Opracowanie
- Rafał Maszkowski. Tradycje śląskiej kultury muzycznej X. Praca zbiorowa Zakładu Historii Śląskiej Kultury Muzycznej Akademii Muzycznej im. Karola Lipińskiego we Wrocławiu pod redakcją Doroty Kanafy i Marii Zduniak, Wrocław 2005.